# Nocomis micropogon
Nocomis micropogon là một loài cá thuộc họ Cyprinidae. Đây là một trong những loài cá phổ biến nhất ở các con suối Bắc Mỹ.

## Phân bố
Nocomis micropogon là một trong những loài cá phổ biến nhất trong các dòng suối Bắc Mỹ. Phạm vi phân bố kéo dài chủ yếu qua hầu hết các vùng Ngũ Đại Hồ và Appalachia. Nocomis micropogon được tìm thấy trong các con lạch và sông nước trong, trung bình đến lớn với dòng chảy vừa phải trên đá và sỏi chất nền, từ đông nam Ontario và miền nam New York đến Michigan và Indiana, từ nam đến tây bắc South Carolina đến tây bắc Alabama. Điều này bao gồm hệ thống sông Susquehanna, hệ thống sông James, lưu vực Ngũ Đại Hồ (ngoại trừ hồ Superior), lưu vực sông Ohio, sông Santee, sông Savannah và sông Coosa. Loài này đã được đưa vào hệ thống Sông Ottawa ở Ontario, và có thể nợ sự hiện diện của nó ở các sông Santee, Savannah và Coosa để du nhập bởi ngư dân làm mồi câu.